# 228
| [ Edytuj tabelę ] |                                             |
| Władca Korei      | - 227 Tongch’ŏn 248                         |
| Papież            | - 217 Hipolit Rzymski 235 - 222 Urban I 230 |
| Król Partów       | - 208 Wologazes VI 228                      |
| Król Persji       | - 224 Ardaszir I 241                        |
| Cesarz Rzymu      | - 222 Aleksander Sewer 235                  |

Rok 228 / CCXXVIII
stulecia: II wiek ~
III wiek ~
IV wiek

lata: 218 «
223 «
224 «
225 «
226 «
227 «
228
» 229
» 230
» 231
» 232
» 233
» 238